# 圆谷义广
圆谷义广（日语：／ Tsumuraya Yoshihiro，1964年10月1日—），日本男子自行车运动员。他曾代表日本参加1986年亚洲运动会自行车比赛，获得一枚金牌。他也曾参加1984年和1988年夏季奥林匹克运动会。